# A5 (motorväg, Slovenien)

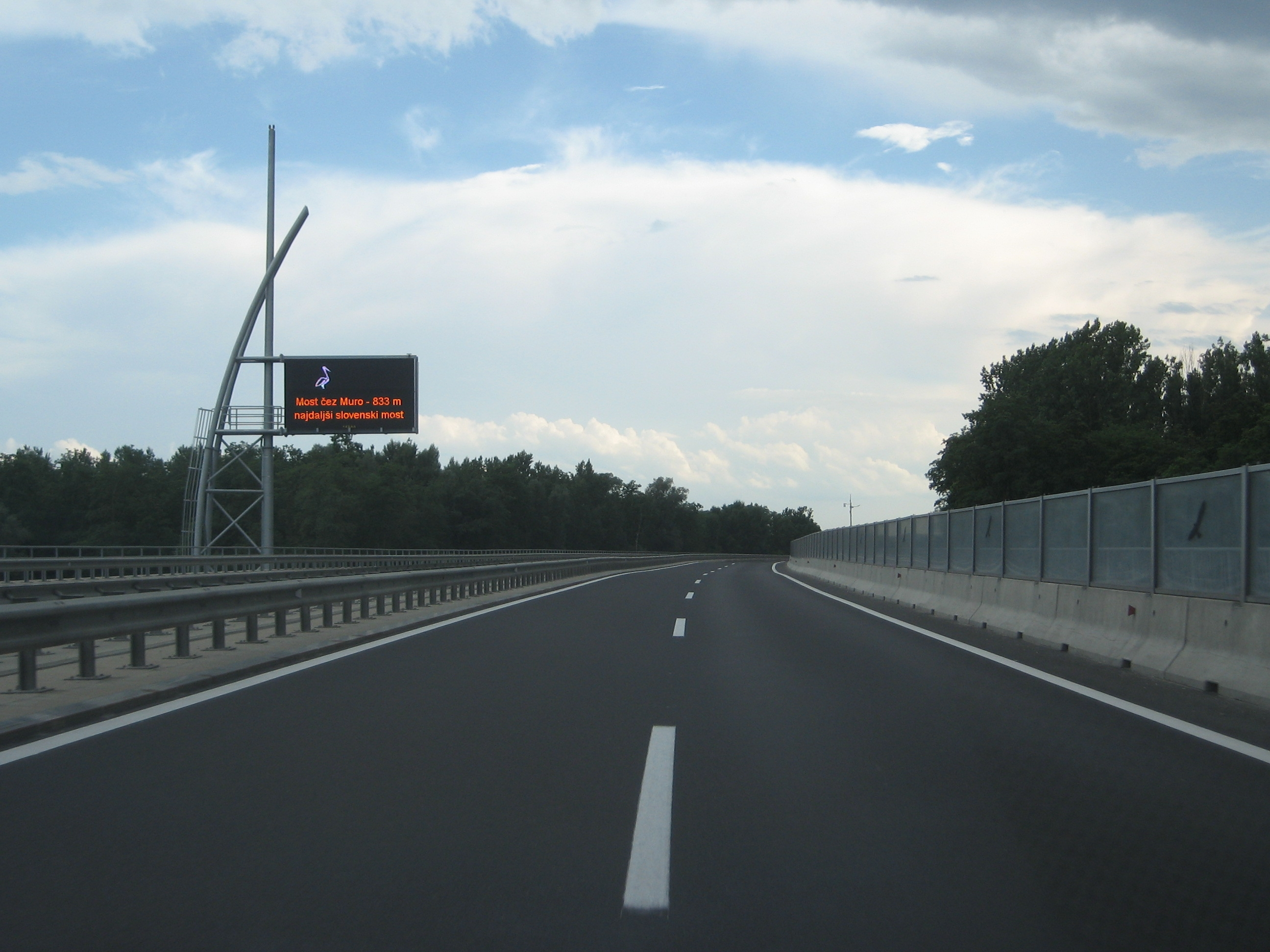
A5

A5 är en motorväg i Slovenien. Motorvägen går från Maribor till gränsen till Ungern där den ansluter till den ungerska motorvägen M70.